# 磚子磘
磚子磘，原寫為磚仔磘，是臺灣高雄市大寮區的一個傳統地域名稱，位於該區北端。相較於今日行政區，其範圍大致包括義和里、溪寮里北半部、江山里、後庄里、中庄里東部、翁園里北端，以及因高屏溪河道變遷而劃出縣界的屏東縣屏東市前進里西南端、大洲里西部。

## 歷史
台灣日治初期，磚子磘地區為一街庄，稱為「磚仔磘庄」，隸屬於小竹上里。昔日該庄北與大腳腿庄、田草埔庄、無水藔庄、九曲堂庄為鄰，東隔淡水溪（今高屏溪）與頭前溪庄為界，南邊為翁公園庄，西南邊為山仔頂庄，西邊為牛潮埔庄。
1901年（日治明治三十四年）11月，全台設置二十廳，該庄隸屬於鳳山廳。1903年（明治三十六年）6月，該庄編入「翁公園區」，隸屬於鳳山廳。1909年（明治四十二年）10月，合併二十廳為十二廳，翁公園區改隸屬於臺南廳。1920年（大正九年）10月，廢十二廳改設五州二廳，該庄改制並雅化為「磚子磘」大字，隸屬於高雄州鳳山郡大寮庄。
戰後大寮庄改制為大寮鄉，隸屬於高雄縣，大字亦改制為村。1950年10月，高、屏分治，大寮鄉仍隸屬於高雄縣。2010年12月25日，因高雄縣市合併，大寮鄉改制高雄市大寮區，村亦改制為里。

## 聚落
本地區發展較早的聚落有磚仔磘、溪埔藔、江山仔、後庄等，在日治期初期的官方地圖上已有記載。

## 交通
台鐵屏東線是高雄至枋寮間的鐵路幹線，經過本地區，並在本地區西部設有後庄車站。該站屬簡易站，僅停靠區間車；由此可前往台鐵沿線各站。
省道台1線又稱「縱貫公路」，是臺北至楓港的傳統平面幹道，經過本地區後庄、磚子磘等聚落。由該道路（大方向）北行可前往鳳山區、三民區、左營區、仁武區西北端、楠梓區等地，南行可前往屏東縣屏東市、麟洛鄉、內埔鄉、竹田鄉等地。
省道台1戊線是高雄至後庄的幹道，其東側端點（終點）位於本地區後庄聚落西南側的省道台1線轉角路口。由此西行可前往鳳山區、苓雅區、三民區，並止於省道台1線轉角路口。
省道台29線是達卡努瓦至林園的幹道，也是高屏溪-楠梓仙溪流域的主要連絡道路，經過本地區磚子磘聚落。由該道路北行可前往大樹區、旗山區、杉林區、甲仙區、那瑪夏區，並止於達卡努瓦部落內十字路口；南行可前往林園區，並止於省道台17線路口（雙園大橋橋下）。
區道高61線是大竹坑至後庄的道路。
區道高64線是江山仔至溪埔寮的道路。
區道高66線是前莊至溪埔寮的道路。

## 學校
- 新光高中（舊名樂育高中）
- 溪寮國小
- 後庄國小